# ونکولا، شهرستان هرجو
ونکولا، شهرستان هرجو (به لاتین: Vanaküla, Harju County) یک روستا در استونی است که در دهستان کوسالو واقع شده‌است.